# Oscar (lớp tàu ngầm)
Tàu ngầm lớp Oscar, định danh của Liên Xô Project 949 Granit và Project 949A Antey (tên ký hiệu của NATO Oscar I và Oscar II), là một lớp tàu ngầm năng lượng hạt nhân mang tên lửa hành trình của Hải quân Liên Xô. Tàu ngầm đầu tiên được đóng vào những năm 1970s,sáu chiếc vẫn còn đang vận hành trong Hải quân Nga. Hai chiếc khác đang trong quá trình hiện đại hóa lên phiên bản Project 949M từ năm 2017 nhằm kéo dài tuổi thọ hoạt động và khả năng chiến đấu của chúng.
Tàu ngầm Project 949 là loại tàu ngầm mang tên lửa hành trình lớn nhất từng được chế tạo cho đến khi tàu ngầm mang tên lửa đạn đạo lớp Ohio của Hải quân Mỹ được chuyển đổi sang mang tên lửa hành trình từ năm 2007. Tàu ngầm lớp Oscar là loại tàu lớn thứ tư trên thế giới về chiều dài và lượng giãn nước. Chỉ có tàu ngầm lớp Typhoon, tàu ngầm lớp Borei của Nga và tàu ngầm mang tên lửa đạn đạo lớp Ohio của Mỹ lớn hơn nó.

## Lịch sử
Chiếc đầu tiên của Project 949 được đặt ki vào giữa những năm 1970s và được đưa vào trang bị vào năm 1980. Năm 1982, Hải quân Liên Xô tiến hành thay thế lớp tàu nguyên bản bằng lớp tàu cải tiến và lớn hơn (Project 949A). Tổng cộng đã có mười bốn tàu ngầm được đóng. Tàu ngầm lớp Oscar được thiết kế để tấn công cụm tác chiến tàu sân bay của Mỹ bằng các tên lửa chống tàu tầm xa P-700 Granit (SS-N-19 "Shipwreck") và tọa độ của mục tiêu được xác định nhờ hệ thống vệ tinh EORSAT (thông qua ăng ten Punch Bowl của tàu ngầm). Trong tình hình tài chính khó khăn sau khi Liên Xô sụp đổ, tàu ngầm Oscar trở thành ưu tiên của Hải quân Nga, trong khi nhiều lớp tàu ngầm cũ hơn của Hải quân Nga đã phải cho nghỉ hưu thì tàu ngầm lớp Oscar vẫn được duy trì trong Hạm đội Phương Bắc và Hạm đội Thái Bình Dương.

### Hiện đại hóa
Viện thiết kế hàng hải trung ương Rubin đảm nhận công việc hiện đại hóa tàu ngầm Project 949A vào năm 2011, công việc được tiến hành tại xưởng đóng tàu Zvezdochka và Zvezda. Tháng Chín năm 2015, Bộ trưởng quốc phòng Nga Sergey Shoygu trong một chuyến thăm nhà máy đóng tàu Zvezda đã có phát biểu ít nhất ba tàu ngầm lớp Oscar đang được tu sửa và hiện đại hóa giúp chúng kéo dài tuổi thọ phục vụ lên 20 năm. Tàu ngầm được hiện đại hóa theo cấu hình "Project 949AM". Khoản tiền để hiện đại hóa là 182 triệu đô la cho mỗi tàu ngầm.
Tháng Chín năm 2016, có báo cáo cho biết các tàu ngầm K-132 Irkutsk và K-442 Chelyabinsk đã được hiện đại hóa lên tiêu chuẩn 949AM. Theo người phát ngôn chính phủ Nga Yury Borisov, hạm đội Thái Bình Dương của Hải quân Nga có thể sẽ nhận được bốn tàu ngầm Oscar II nâng cấp với trang bị tên lửa hành trình Kalibr vào năm 2021.

## Các phiên bản tàu ngầm

### Project 949Granit(Oscar I)
Hải quân Nga đã đóng hai tàu ngầm Project 949 Granit tại Severodvinsk từ năm 1975 đến năm 1982 và được đưa vào phiên chế của Hạm đội phương Bắc. K-525 được khởi đóng vào năm 1975 và chiếc K-206 vào năm 1979. Sau khi đóng hai chiếc đầu, Liên Xô đã tiến hành đóng phiên bản cải tiến Project 949A Antey. Cả hai tàu Project 949 đều đã được loại biên năm 1996 và tiến hành tháo dỡ năm 2004.

### Project 949AAntei(Oscar II)
Mười một chiếc Project 949A Antey được nhà máy đóng tàu Severodvinsk, năm chiếc trong số đó được chuyển giao cho Hạm đội Phương Bắc. Người ta cũng dự kiến phát triển tàu ngầm thế hệ thứ tư tiếp theo Project 949A, nhưng kế hoạch này đã bị hủy bỏ. Sự khác biệt về bề ngoài giữa hai lớp tàu ngầm là tàu ngầm phiên bản 949A dài hơn khoảng 10 mét (33 ft) so với nguyên mẫu 949 (khoảng 154 mét, 505 ft so với 143 m, 469 ft), bổ sung thêm không gian và lực nổi giúp cải thiện hệ thống điện twr và hệ thống đẩy hoạt động im lặng hơn.
Một số người suy đoán khả năng yên lặng về mặt thủy âm của tàu ngầm lớp Oscar II tốt hơn lớp tàu ngầm Lớp Akula cũ hơn nhưng nó ở trình độ phát triển thấp hơn thiết kế của tàu ngầm Akula II cũng như các tàu ngầm thế hệ bốn sau này. Tàu ngầm Oscar 2 có cánh đuôi lớn hơn, và chân vịt của nó có bảy lá thay vì bốn lá.
Giống như các thiết kế tàu ngầm Liên Xô thời kỳ chiến tranh Lạnh, tàu ngàm Oscar II được chế tạo với hai lớp vỏ. Cũng như các thiết kế của các lớp tàu ngầm khác, Project 949 không chỉ có vọng quan sát ở cột tàu ngầm, mà khi trong thời tiết xấu, tàu có thêm một tháp quan sát được bọc kín ở phía trước tàu, và thấp hơn vọng quan sát một chút. Dấu hiệu phân biệt của lớp tàu ngầm này là nó có một chỗ phình ra nhỏ ở trên đầu của cánh đuôi đứng. Một cửa lớp ở một phía đuôi giúp tiếp cận cái bướu này. Federation of American Scientists báo cáo rằng tàu ngầm này có khả năng mang được khoang thoát hiểm, và có thể những cánh cửa này bảo vệ cho khoang thoát hiểm. Khoang thoát hiểm VSK có khả năng chứa được 110 thủy thủ và sĩ quan.

### Project 949AM
Năm 2011, Bộ quốc phòng Nga đưa ra tuyên bố tiến hành hiện đại hóa tàu ngầm Project 949A. Như một phần của tiến trình hiện đại hóa, các tàu ngầm cũ sẽ được thay thế tên lửa chống tàu P-700 Granit với cơ số đạn 24 quả bằng 72 quả tên lửa chống tàu 3M-54 Kalibr hoặc P-800 Oniks. Việc nâng cấp không phải thay đổi vỏ tàu mà tên lửa mới sẽ được lắp đặt vừa với các ống phóng tên lửa cũ. Tàu ngầm cũng sẽ được trang bị hệ thống thông tin chiến đấu Omnibus-M và hệ thống định vị Simfoniya-3.2, cùng với đó là hệ thống kiểm soát bắn, hệ thống liên lạc, sonar, radar và hệ thống tác chiến điện tử mới. Việc hiện đại hoá sẽ giúp tàu ngầm Oscar đạt trình độ công nghệ tương đương với các tàu ngầm thế hệ mới của Nga như tàu ngầm năng lượng hạt nhân mang tên lửa hành trình lớp Yasen.

### Belgorod, Project 09852
Tháng Mười hai năm 2012, Nga chế tạo một lớp tàu ngầm nghiên cứu và chuyên thực hiện các nhiệm vụ đặc biệt với mã định danh Project 09852. Con tàu này được chế tạo dựa trên một tàu ngầm chưa hoàn thiện thuộc lớp Oscar II, chiếc Belgorod. Con tàu được cho là được thiết kế để mang theo cả tàu ngầm con có người lái (tàu ngầm Project 18511) cũng như tàu ngầm không người lái (Klavesin-1R). Tuy nhiên, trong khi nó có khả năng mang tàu ngầm con không người lái dựa trên thân vỏ của tàu ngầm Oscar, việc triển khai mang theo tàu ngầm có người lái như Project 18511 Paltus hay tàu ngầm lớn hơn như Project 10831 Losharik, sẽ bắt buộc phải kéo dài thân con tàu để có không gian cho khoang kết nối. Để ví dụ, chiều dài của tàu ngầm BS-64 Podmoskovye đã được tăng thêm 9 mét (30 ft) dù cho các khoang chứa tên lửa đạn đạo SLBM đã bị loại bỏ.
Belgorod sẽ có khả năng mang theo ngư lôi hạt nhân Poseidon (tên gọi của NATO: Kanyon), có khả năng mang đầu đạn nhiệt hạch đương lượng nổ lên tới 100 Mt, tổng cộng có bốn ngư lôi được đặt nằm ngang ở vị trí của ống phóng tên lửa P-700 Granit, với tổng đương lượng nổ 600 Megaton TNT.
Người ta ước đoán tàu ngầm Belgorod có chiều dài 184 mét (604 ft), khiến nó sẽ trở thành tàu ngầm dài nhất từng được chế tạo.
Ngày 23/4/2019, Belgorod đã nổi trong buổi lễ bàn giao tàu ngầm tại Nhà máy đóng tàu Sevmash, với sự chứng kiến của Tổng thống Nga Vladimir Putin thông qua TV-link. Các công việc tiếp theo sẽ được hoàn tất và con tàu sẽ bắt đầu thử nghiệm theo lịch trình vào năm 2020 sau đó sẽ được bàn giao cho Hải quân Nga. Tuy nhiên việc thử nghiệm trên biển đã bị hoãn cho tới tháng Năm năm 2021. Sau khi bị trì hoãn vài lần, cuộc thử nghiệm trên biển đã diễn ra vào ngày 25/6/2021. Con tàu đã được bàn giao cho Hải quân Nga vào ngày 8/7/2022.

## Danh sách các tàu ngầm đã đóng
| No    | Name                                | Project | Đặt ky     | Hạ thủy    | Trang bị    | Hạm đội                 | Status |
| ----- | ----------------------------------- | ------- | ---------- | ---------- | ----------- | ----------------------- | --- |
| K-525 | Arkhangelsk(ex-Minskiy Komsomolets) | 949     | 25/7/1975  | 3/5/1980   | 30/12/1980  | Hạm đội phương Bắc      | Tháo dỡ năm 2014 |
| K-206 | Murmansk                            | 949     | 22/4/1979  | 10/12/1982 | 30/11/1983  | Hạm đội phương Bắc      | Tháo dỡ năm 2017 |
| K-148 | Krasnodar                           | 949A    | 22/7/1982  | 3/3/1985   | 30/9/1986   | Hạm đội phương Bắc      | Tháo dỡ năm 2014 |
| K-173 | Krasnoyarsk                         | 949A    | 4/8/1983   | 27/3/1986  | 31/12/1986  | Hạm đội Thái Bình Dương | Tháo dỡ năm 2016/17 |
| K-132 | Irkutsk                             | 949A    | 8/5/1985   | 27/12/1987 | 30/12/1988  | Hạm đội Thái Bình Dương | Được đưa vào trùng tu từ năm 2023;‌‌ dự kiến vòng đời kéo dài thêm mười năm; Được hiện đại hoá lên phiên bản 949AM �tại Nhà máy đóng tàu Zvezda từ năm 2012. |
| K-119 | Voronezh                            | 949A    | 25/2/1986  | 16/12/1988 | 29/12/1989  | Hạm đội phương Bắc      | Đưa vào dự trữ từ năm 2020 |
| K-410 | Smolensk                            | 949A    | 9/12/1986  | 20/1/1990  | 22/12/1990  | Hạm đội phương Bắc      | Đại tu từ tháng 12/2013 |
| K-442 | Chelyabinsk                         | 949A    | 21/5/1987  | 18/6/1990  | 28/12/1990  | Hạm đội Thái Bình Dương | Hiện đại hóa lên phiên bản 949AM tại Nhà máy đóng tàu Zvezda từ năm 2016.                                                                                  |
| K-456 | Tver(trước đây là tàuVilyuchinsk)   | 949A    | 9/2/1988   | 28/6/1991  | 18/8/1992   | Hạm đội Thái Bình Dương | Hoạt động tính đến năm 2016. |
| K-266 | Orel(đổi tên từ Severodvinsk)       | 949AM   | 19/1/1989  | 22/5/1992  | 30/12/1992  | Hạm đội phương Bắc      | Hiện đại hóa từ tháng Tư năm 2017 |
| K-186 | Omsk                                | 949A    | 13/7/1989  | 10/5/1993  | 15/12/ 1993 | Hạm đội Thái Bình Dương | Vẫn hoạt động, hiện đại hóa năm 2008 |
| K-150 | Tomsk                               | 949A    | 27/8/1991  | 20/7/1996  | 30/12/1996  | Hạm đội Thái Bình Dương | Vẫn hoạt động, hiện đại hóa năm 2019 |
| K-141 | Kursk                               | 949A    | 22/3/1992  | 16/5/1994  | 30/12/1994  | Hạm đội phương Bắc      | Chìm ngày 12/8/2000 |
| K-329 | Belgorod                            | 09852   | 20/12/2012 | 23/4/2019  | 8/7/2022    | Hạm đội phương Bắc      | Sử dụng cho các sứ mệnh đặc biệt. Chạy thử nghiệm năm 2021.                                                                                                |
| K-135 | Volgograd                           | 949A    | 2/9/1993   |            |             |                         | Chưa được hoàn thiện, được sử dụng để chế tạo tàu ngầm mới                                                                                                 |
| K-160 | Barnaul                             | 949A    | 4/1994     |            |             |                         | Chưa được hoàn thiện, được sử dụng để chế tạo tàu ngầm mới                                                                                                 |

## Thư viện ảnh

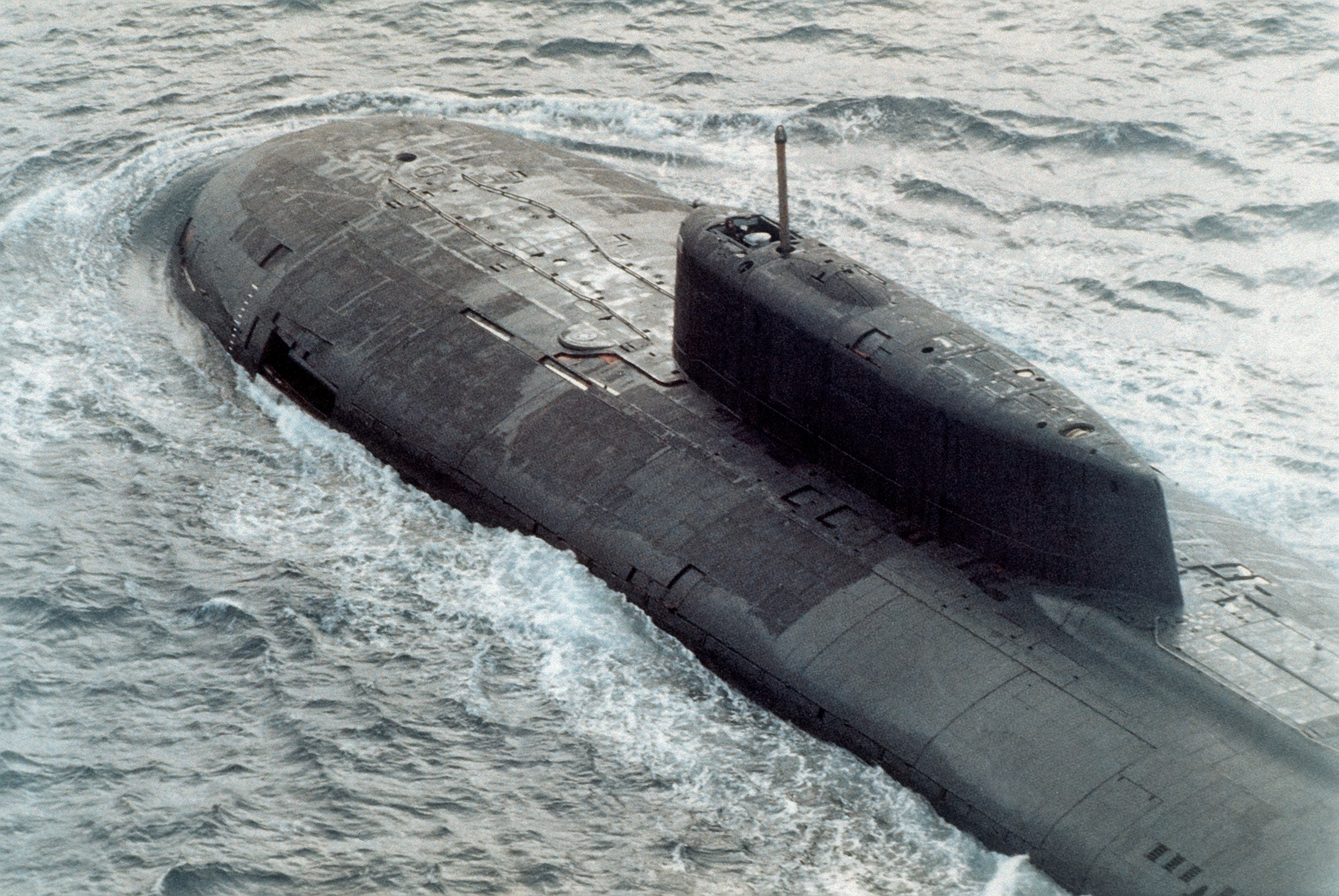
Tàu ngầm Oscar trên biển.
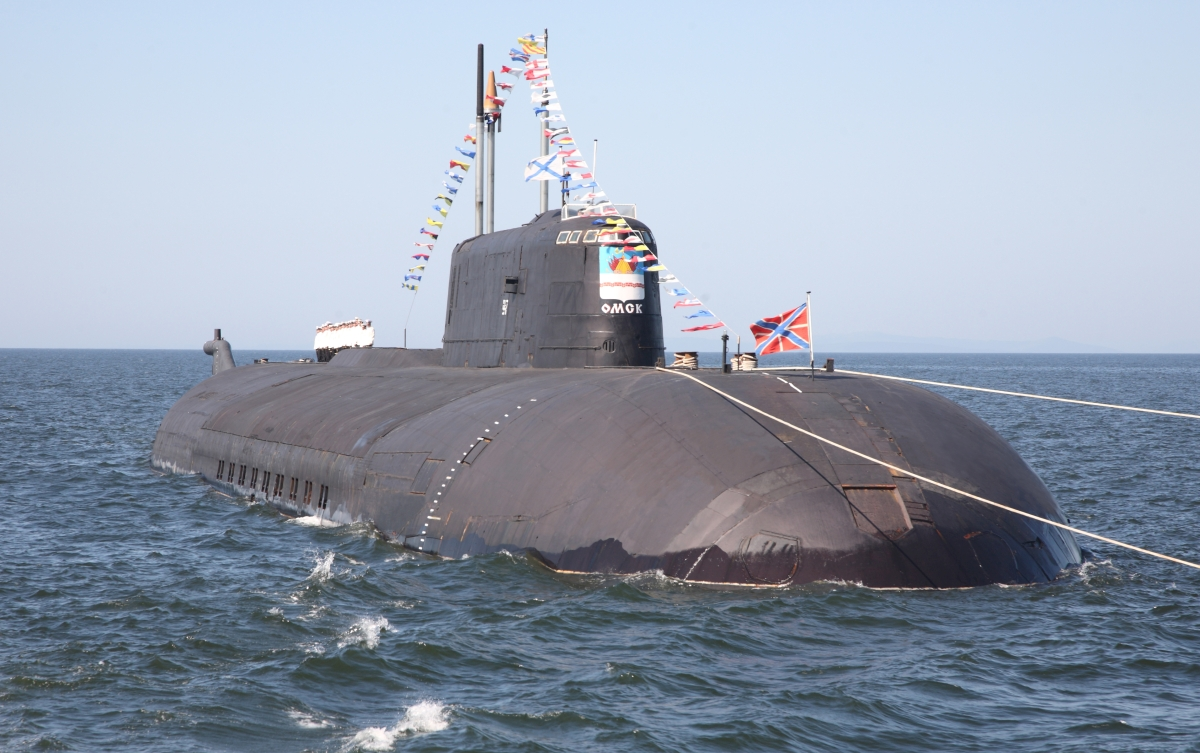
K-186 Omsk trong ngày Hải quân tại Vladivostok, 2008
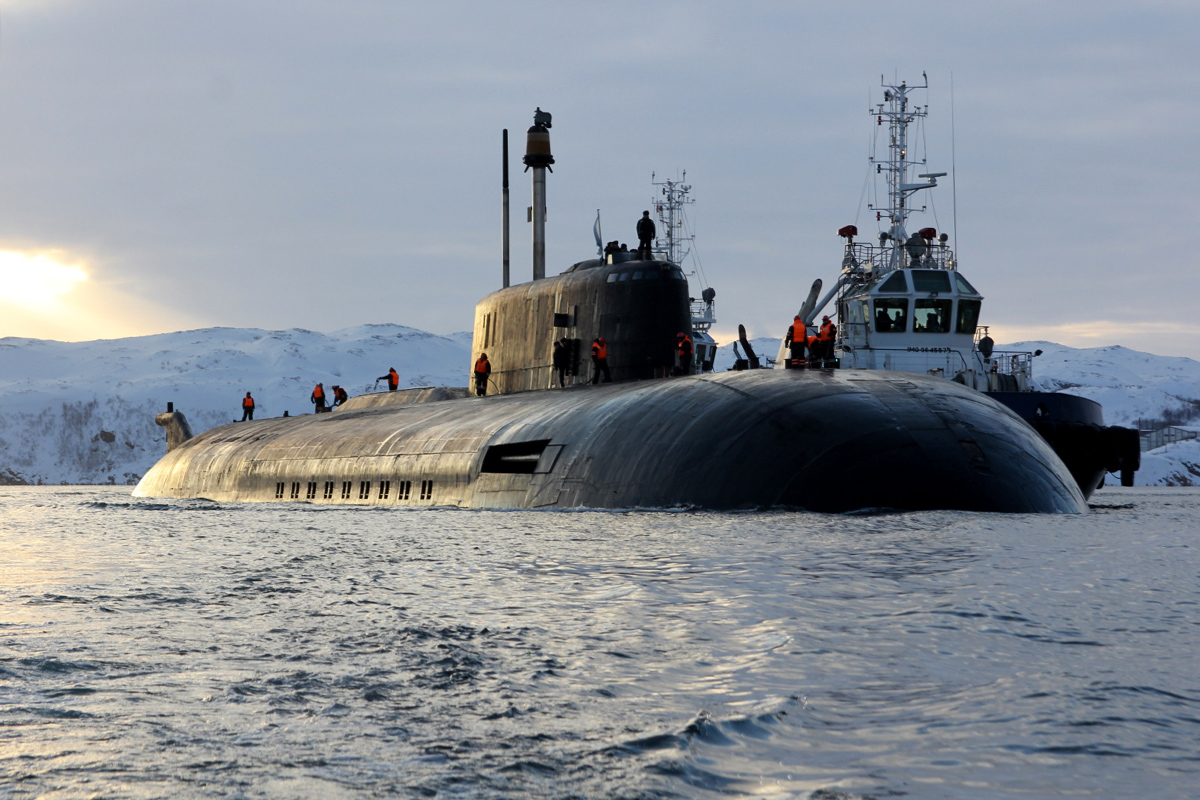
K-266 Orel sau khi được đại tu
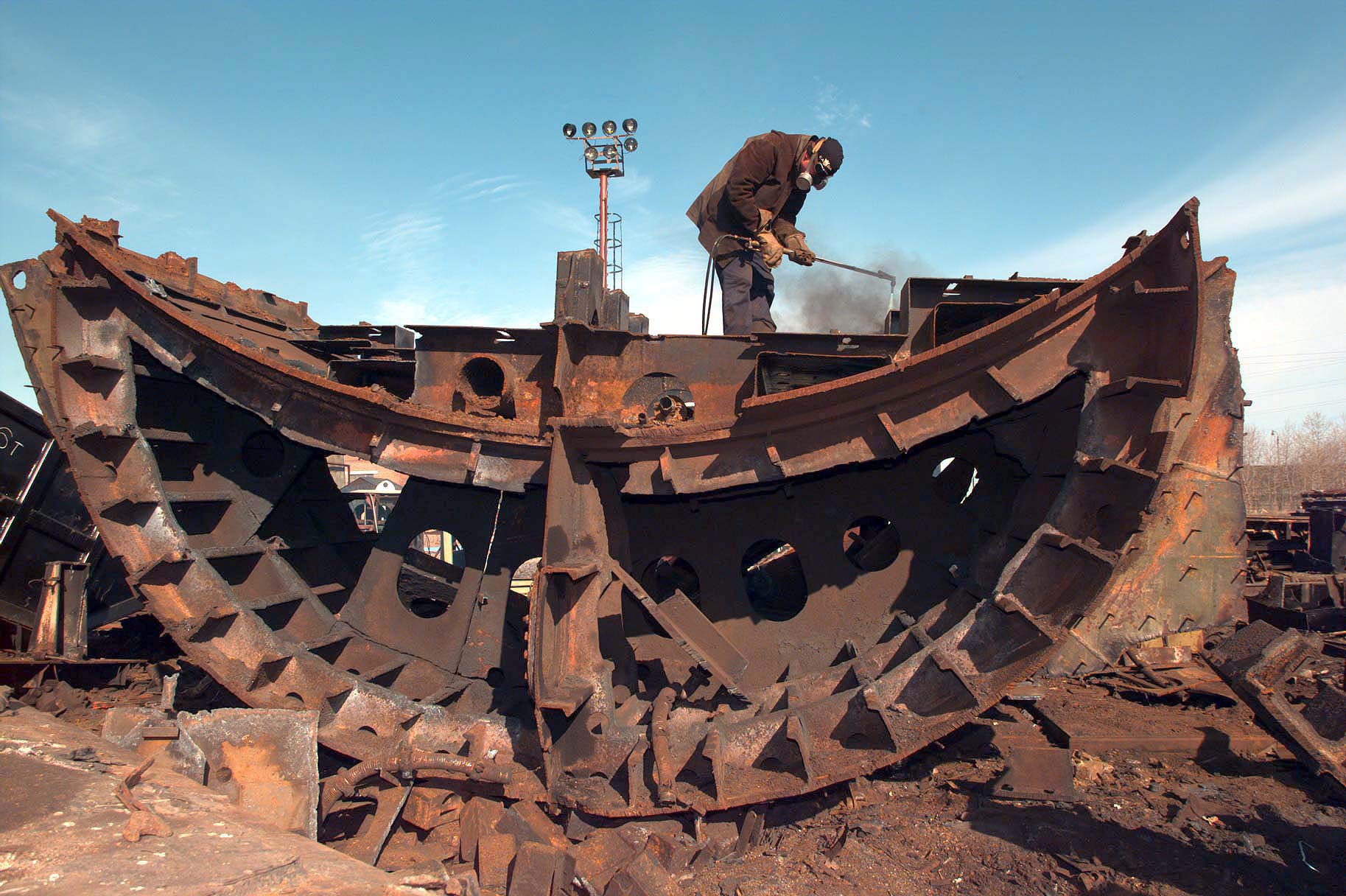
Tháo dỡ tàu ngầm Oscar tại xưởng đóng tàu Zvezdochka, Severodvinsk
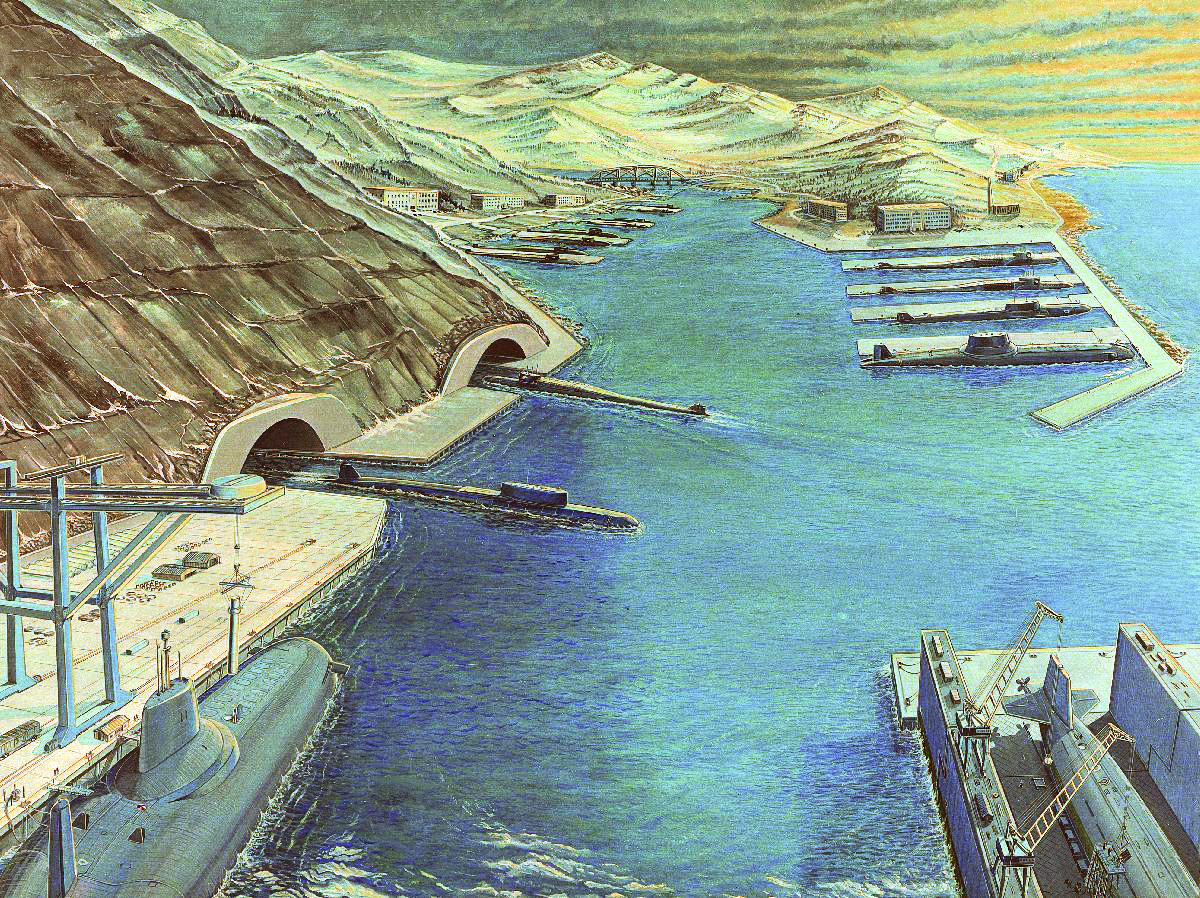
Hình dung của Họa sĩ về căn cứ tàu ngầm mang tên lửa đạn đạo của Liên Xô những năm 1980s

### Bibliography
- The Encyclopedia Of Warships, From World War Two To The Present Day, General Editor Robert Jackson.